# Paranerita orbifer
Paranerita orbifer là một loài bướm đêm thuộc phân họ Arctiinae, họ Erebidae.